# Telmatobius dankoi
Espèce
Statut de conservation UICN

 CR B1ab(iii) : 
En danger critique
Telmatobius dankoi est une espèce d'amphibiens de la famille des Telmatobiidae endémique du Chili.

## Répartition
Cette espèce est endémique de la commune de Calama dans la province d'El Loa au Chili sur le versant ouest des Andes, elle se rencontre le long du Río Loa à environ 2 260 m d'altitude.

## Étymologie
Cette espèce est nommée en l'honneur du généticien Danko Brncic Juricic (1925-1998).

## Publication originale
- Formas, Northland, Capetillo, Nuñez, Cuevas & Brieva, 1999 : Telmatobius dankoi, una nueva especie de rana acuática del norte de Chile (Leptodactylidae). Revista Chilena de Historia Natural, vol. 72, p. 427-445 (texte intégral).